# Ilaria Salvatori
Ilaria Salvatori (ur. 5 lutego 1979 w Frascati) – włoska florecistka, dwukrotna medalistka igrzysk olimpijskich i mistrzostw świata, wielokrotna medalistka mistrzostw Europy.
Na igrzyskach olimpijskich w Pekinie w 2008 roku reprezentacja Włoch w składzie: Margherita Granbassi, Ilaria Salvatori, Giovanna Trillini i Valentina Vezzali zdobyła brązowy medal drużynowo. Na rozgrywanych cztery lata później igrzyskach w Londynie Włoszki w składzie: Elisa Di Francisca, Arianna Errigo, Ilaria Salvatori i Valentina Vezzali wywalczyły złoty medal w rywalizacji drużynowej. W obu przypadkach Salvatori nie startowała w zawodach indywidualnych. 
Podczas mistrzostw świata w Paryżu w 2010 roku wspólnie z Di Franciscą, Vezzali i Errigo zdobyła złoty medal w zawodach drużynowych. Na rozgrywanych rok później mistrzostwach świata w Katanii w tym samym składzie reprezentacja Włoch zajęła drugie miejsce, przegrywając w finale z Rosjankami.
Kilkukrotnie zdobywała również medale mistrzostw Europy, w tym złote drużynowo podczas mistrzostw Europy w Zalaegerszeg (2005), mistrzostw Europy w Płowdiwie (2009), mistrzostw Europy w Lipsku (2010), mistrzostw Europy w Sheffield (2011) i mistrzostw Europy w Legnano (2012).